# Montreuil-Poulay

Montreuil-Poulay este o comună în departamentul Mayenne, Franța. În 2009 avea o populație de 403 de locuitori.